# 生肖傳奇 (電影)
《生肖传奇》（英語：Zodiac: The Race Begins）是由符方领执导的3D动画电影。该片于2006年1月26日在新加坡上映。这是新加坡第一部3D 动画电影，讲述了中国古代十二生肖背后的传说，即如何选择12种动物作为其象征。它的剧本由新加坡自由剧作家和前相声名人赵进研究，包含八个神话。
2007年，它在马来西亚和菲律宾的迪士尼亚洲频道以英文发行。

## 剧情
在很久以前，天地一片混沌，人世间也一片混乱和骚动。在人间刚刚形成的初期，人类还没有计时、计年的观念。所以人类总是忘记自己出生在哪一年，过了多少岁，也完全没有辈分的观念。为了解决人类的困扰，玉皇大帝想出个好办法，决定召集勇敢的动物，用动物名称来代表年份。于是，玉皇大帝派遣信使广发英雄帖，希望动物界的各路英雄好汉都来参与遴选，以选出十二只动物担任生肖属相。动物们在抢夺资格的过程中产生了一系列生动的故事。

## 配音员
在电影的制作过程中有35 位艺术家参与了电影的配音。这包括著名的新加坡女演员范文芳和受欢迎的新加坡DJ周崇庆。
- 周崇庆饰鸡、鼠、邪恶的法庭官员
- 范文芳饰演蛇